# 直接数値シミュレーション
直接数値シミュレーション（ちょくせつすうちシミュレーション、英: Direct Numerical Simulation、DNS）とは、流れ（層流や乱流）を数値的に解析するCFD（数値流体力学計算）手法の1つであり、以下の基礎方程式をそのまま（モデル化なしで）解いて、流れに含まれる全ての大きさの渦をシミュレートすることである。
- 連続式（質量保存則）

{\displaystyle {\frac {\partial \rho }{\partial t}}+u_{i}{\frac {\partial \rho }{\partial x_{i}}}=0}
- 運動方程式（運動量保存則）

{\displaystyle \rho {\frac {\partial u_{i}}{\partial t}}+\rho u_{j}{\frac {\partial u_{i}}{\partial x_{j}}}+{\frac {\partial p}{\partial x_{i}}}-\mu {\frac {\partial ^{2}u_{i}}{\partial {x_{j}}^{2}}}-(\lambda +\mu ){\frac {\partial ^{2}u_{i}}{\partial x_{i}\partial x_{j}}}=F_{i}}
ここでp は圧力、ρは密度、νは粘性係数、λは第2粘性係数である。各項はそれぞれ、
- 左辺 - 第1項 : 時間項、第2項 : 移流項、第3項 : 圧力項、第4, 5項 : 粘性項
- 右辺 - 第1項 : 外力項

である。

## 特徴
一般にDNSは、全ての大きさの渦を解像できるように十分細かい計算格子を用意する必要とするため、必要となる計算格子点の数は膨大なものとなり、現実的には実施が困難な場合が多い。特に、高レイノルズ数の流れにおいては、最小渦のスケールが極めて微細になるためDNSを適用することが困難である。そのため、実際には乱流モデルを用いて解析されることが多い。

## 格子スケールとレイノルズ数の関係
DNSを行うには、全ての渦を計算できるように細かい計算格子を必要とする。実際に必要な格子点数は、次元解析から調べることができる。乱流の最小渦の大きさは、コルモゴロフ（Kolmogorov)のマイクロスケールηと呼ばれ、DNSではこの大きさまで細かく解像する必要がある。ここで、格子点の間隔をl と表すと次式となる。
{\displaystyle l\simeq \eta }
ここで次元解析より、
{\displaystyle \eta =\left({\frac {\nu ^{3}}{\epsilon }}\right)^{1/4}=\left({\frac {\nu ^{3}L}{U^{3}}}\right)^{1/4}}
と与えられる。粘性散逸率ε [m2/s3] は次式から与える。
{\displaystyle \epsilon ={\frac {U^{3}}{L}}}
これらより格子点数N を求めると、
{\displaystyle N=\left[O\left({\frac {L}{l}}\right)\right]^{3}=O(Re^{9/4})}
と表される。
ここでRe は、流れを特徴付ける無次元数のレイノルズ数であり、次式で表される。
{\displaystyle Re={UL \over (\mu /\rho )}={UL \over \nu }}
ここで、U は代表速度 [m/s]、L は代表長さ [m] であり、流れ場のスケールとして平均速度と物体の大きさで表される。レイノルズ数Re は流れの乱れ具合を表すもので、この値が大きい程流れは強く乱れたものである。上式より、レイノルズ数が大きいほど、計算に必要な格子点数は増える。
たとえば、人が速度 1 m/s程度で歩くことを考えれば、必要な格子点数はN 〜109 程度となり、その数値解析は容易ではない。